# Ardito (D 550)
«Ардіто» (італ. Ardito (D 550)) — Ескадрений міноносець з керованим ракетним озброєнням типу «Аудаче» ВМС Італії 1970-х років

## Історія створення
Ескадрений міноносець «Ардіто» був закладений 19 липня 1968 року на верфі «Cantiere navale di Castellammare di Stabia». Спущений на воду 27 листопада 1971 року, вступив у стрій 5 грудня 1972 року.

## Історія служби
З липня 1979 року по лютий 1980 року есмінець «Ардіто» разом з фрегатом «Лупо» здійснив навколосвітній похід, здійснивши заходи у 33 порти.
З липня 1983 року по лютий 1984 році брав участь в миротворчій операції в Лівані. 
28 вересня 2006 року есмінець був виключений зі складу флоту і згодом проданий на злам.